# Confraternita della Santissima Croce

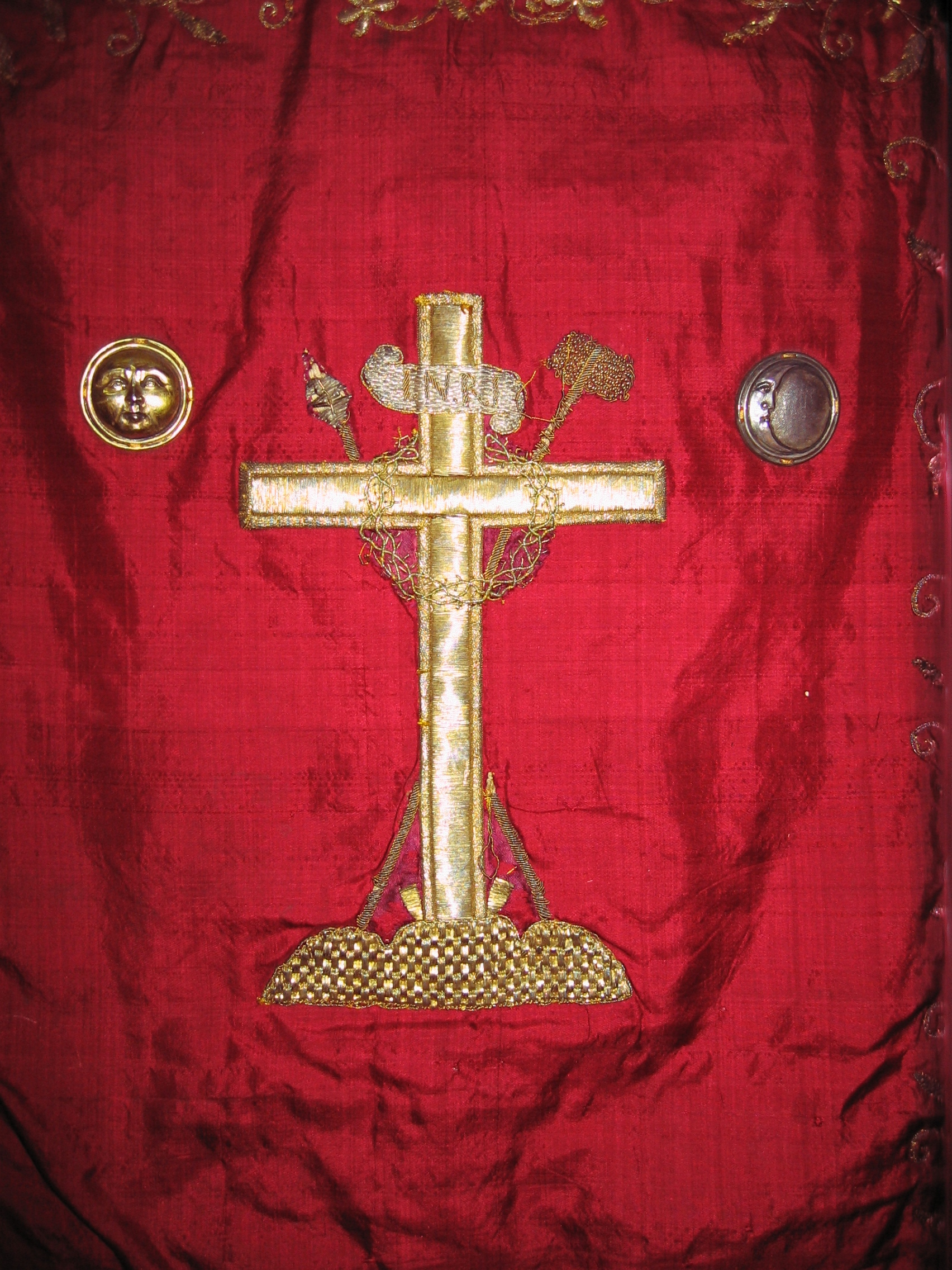
Stemma della confraternita della Santissima Croce

La confraternita della Santissima Croce  è una confraternita di Taranto, detta anche "dei vastasi", fondata nel 1834.

## Storia

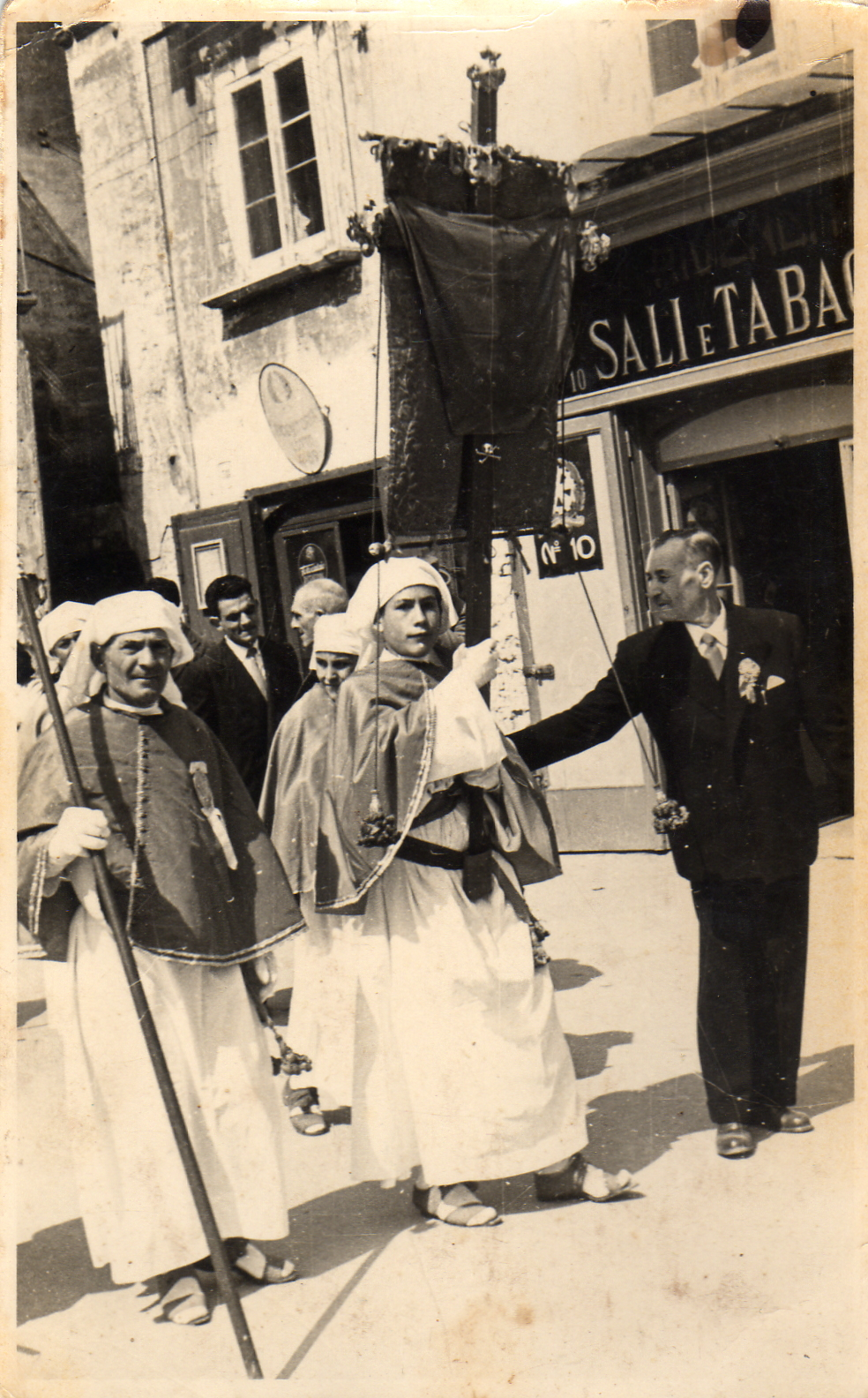
Vecchia foto della processione della Croce dell'ultimo venerdì di marzo, svoltasi fino al 1951

La confraternita fu fondata il 12 agosto 1834 e nello stesso anno ottenne il regio assenso alla fondazione e alle regole da parte di re Ferdinando II di Borbone. Fu eretta nella chiesetta della Santissima Croce  situata su una collinetta prospiciente il Mar Grande, poco fuori dai confini urbani dell'epoca.
Data la vicinanza al porto e la dogana la chiesa veniva praticata prettamente da portuali e scaricatori di porto che in seguito aderirono alla confraternita, che per questo ebbe popolarmente il nome di 'a cungreghe de le vastase (con il termine vastase si identificavano i lavoratori del porto).
Lo statuto della confraternita poneva come scopo e finalità del sodalizio  "di esercitarsi, nell'esempio vicendevole, negli atti di religione ed esercizi di pietà per meglio adempire ai doveri di cristiano" e stabiliva i doveri e gli obblighi dei confratelli che oltre che intervenire nei giorni di congregazione sull'oratorio erano tenuti a confessarsi ed a comunicarsi ogni prima domenica del mese e il giorno 14 settembre festa dell'esaltazione e invenzione della Santa Croce.
La confraternita svolse attività religiosa in città e organizzava due grandi processioni.
La prima era quella della Santissima Croce, che si teneva l'ultimo venerdì di marzo (ma qualora questo giorno cadesse di Venerdì Santo la processione non veniva svolta), nella quale i confratelli accompagnavano per le vie della città il Santissimo Sacramento con un grande corteo reggendo dei ceri in mano. La processione era chiamata dai tarantini Cristo a' croce e strade e vicoli erano addobati con fiori e festoni. La processione si svolse fino al 1951. La seconda processione si svolgeva il 15 agosto nella festa dell'assunzione della Vergine: i confratelli portavano in processione la statua della Madonna della Croce.
La confraternita custodisce una reliquia della Croce di Cristo.
La confraternita negli anni sessanta spostò la propria sede dalla chiesetta della Santissima Croce alla chiesa di Sant'Agostino.

## La chiesetta della Santissima Croce

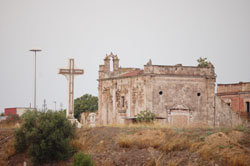
La chiesetta della Santissima Croce sulla omonima collina

La chiesetta fu costruita nel XVIII secolo sull'omonima collina, sulla quale, in occasione di una predica quaresimale il cappuccino beato Angelo d'Acri aveva piantato una croce, dalla quale il luogo prese il nome.
La chiesa fu uno dei primi insediamenti cappuccini e in seguito divenne la chiesa dei portuali della vicina real dogana. Fu affidata alla confraternita omonima dalla sua fondazione nel 1834. Agli inizi del Novecento la chiesa fu destinata dall'arcivescovo monsignor Jorio a essere la prima parrocchia del nascente quartiere dei Tamburi. Negli anni sessanta venne abbandonata e chiusa al culto.

## Abito di rito

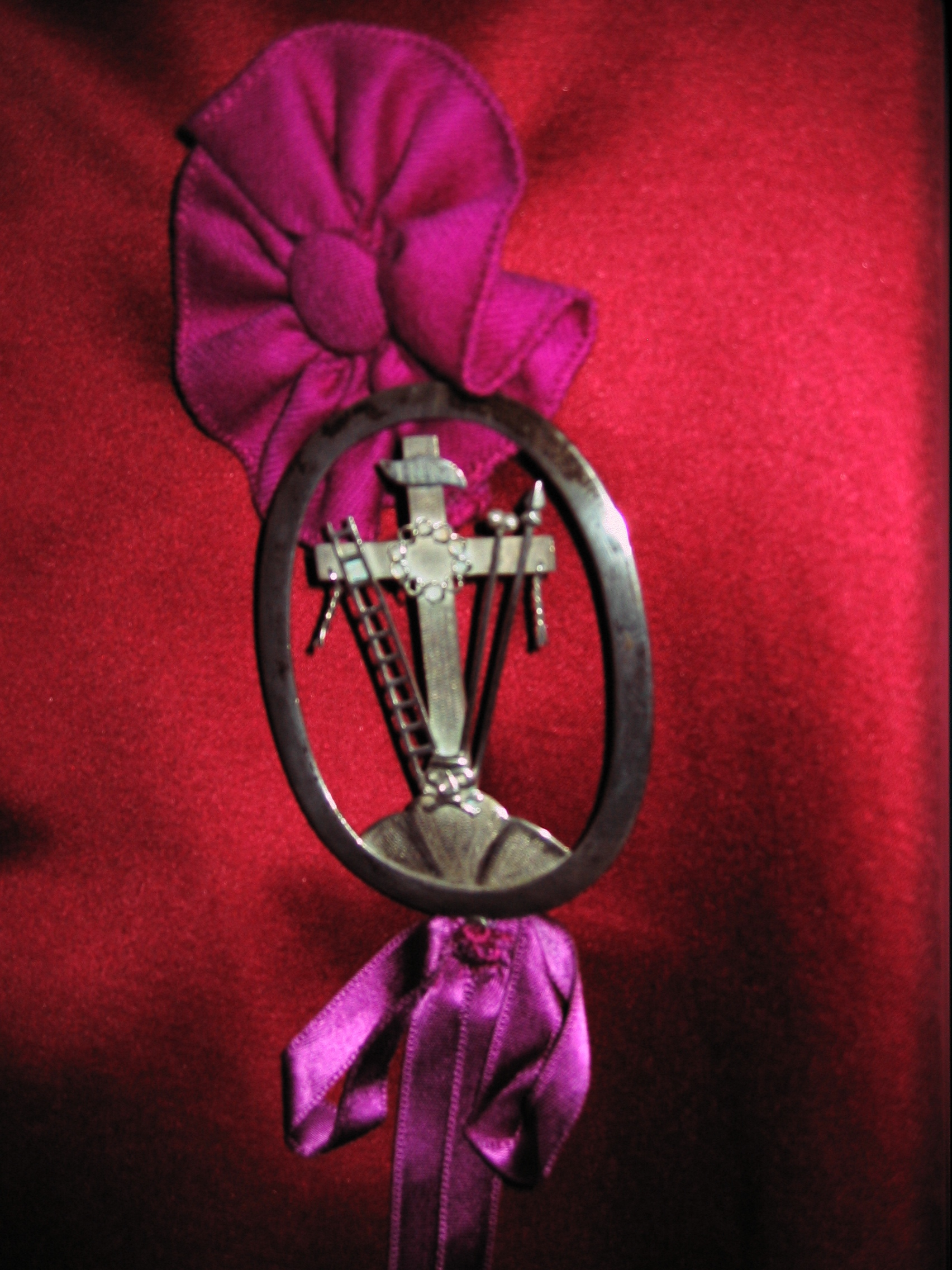
Medaglione presente sulla mozzetta raffigurante la Santissima Croce

L'abito di rito dei confratelli è così composto:
- mozzetta color rosso cremisi, bordata d'oro, e cucito sulla sinistra un medaglione con l'effigie della Santa Croce con sopra una coccarda viola,
- camice bianco con cappuccio bianco raccolto sulla testa, che viene calato sul volto durante la Settimana Santa,
- fascia rosso cremisi con due nappe rosse e una grossa coccarda viola,
- scarpe nere e calze bianche (ma nel passato venivano calzati dei sandali rossi),
- cappello rosso cremisi orlato di un cordino rosso, calato sulle spalle.

Il priore si distingueva degli altri confratelli perché portava in mano un bastone nero.